# Šikloš
Šikloš (mađ. Siklós, srp. Шиклош) je grad u Baranjskoj županiji u Mađarskoj.

## Zemljopisni položaj
Nalazi se na 45° 51' 19" sjeverne zemljopisne širine i 18° 17' 55" istočne zemljopisne dužine. Od užeg Šikloša (bez Juda) se nalazi gradić Harkanj 2 km, a Teređ/Teriđ je 4 km zapadno, naselje Jud (koje pripada Šiklošu) je 500 m, selo Crnota i Turon su 5 km, a Bišira 4 km sjeverozapadno, Tofaluba je 3,5 km sjeverno, Vakan je 4 km sjeverno-sjeveroistočno, Plakinja je 6,
5 km sjeveroistočno, Veliko Selo (Tofala) je 1,5 km, a Aršanjac 3 km istočno, šumsko područje Fekete-hegy je 5,5 km istočno-sjeveroistočno, a šumsko područje Szársomlyó je 7 km istočno, Aršanj je 5 km istočno, Naćfa je 5 km, Tapoca je 6 km, a Rastince su 4,5 km jugoistočno, Martince su 4,5 km južno, Maća je 5 km južno-jugozapadno, Grdiša je 7 km, Saboč je 8 km, a Saboč je 8 km jugozapadno, a Pačva je 6,5 km zapadno-jugozapadno.
8,5 km jugozapadno je rijeka Drava, a granica s Republikom Hrvatskom je 9 km jugozapadno.

## Upravna organizacija
Sjedište je šikloške mikroregije u Baranjskoj županiji. Poštanski broj je 7800.
U Šiklošu se nalazi jedinica Hrvatske manjinske samouprave u Republici Mađarskoj. 
Godine 1977. mu je upravno pripojeno selo Jud (Đud, mađ. Máriagyűd, koje se do 1934. zvalo Gyűd). Iste godine je selo Šikloš dobilo status grada.
Upravno mu pripada i nekad samostalno selo Đuntir, smješteno 2 km sjeveroistočno 

## Kultura
- Šikloška tvrđava

## Promet
Kroz Šikloš prolazi željeznička prometnica koja spaja Barču, Šeljin, Harkanj i Mohač. Uži Šikloš se većim dijelom nalazi s južne strane, dok se Jud/Đud, koji mu upravno pripada, uglavnom nalazi sa sjeverne strane. U užem Šiklošu nalaze se dvije željezničke postaje, a u Đudu/Judu se nalazi jedna.

## Stanovništvo
Prema popisu 2001., u Šiklošu je živilo 10.461 stanovnika, među njima i hrvatska manjina. Mađari su većina. U gradiću još žive Romi kojih je 1,6 %, Hrvati, kojih je 3 % te Nijemci, kojih je 2,1 %, zatim Rumunji, kojih je bilo 0,2 %, Srbi, kojih je bilo 0,3 % te ostali. U Šiklošu djeluju manjinske samouprave hrvatske, njemačke i romske narodne zajednice.
58,2 % stanovnika su rimokatolici, 17 % je kalvinista, 0,9 % grkokatolika, 0,8 % luterana te ostali.

## Gospodarstvo
- vinogorje Viljan-Šikloš

## Poznati stanovnici
- Barnabás Sztipánovics, mađarski nogometaš hrvatskog podrijetla